# El Mahalla El Kubra
El Mahalla El Kubra je nejlidnatější město v guvernorátu Gharbíja. Zároveň jde o nejlidnatější město v Deltě Nilu, přičemž jde o klíčové průmyslové i zemědělské město v regionu. Známé je zejména pro svůj textilní průmysl, který ve městě zaměstnává desítky tisíc lidí. Leží v nadmořské výšce 17 m n. m. a v roce 2021 zde žilo 281 271 obyvatel. Leží v oblasti s aridním podnebím.  